# Bruno Torpigliani
Bruno Torpigliani (Asciano, 15 april 1915 - aldaar, 2 mei 1995) was een Italiaans geestelijke en aartsbisschop die carrière maakte in de diplomatieke dienst van de Heilige Stoel.
Torpigliani werd op 24 oktober 1937 tot priester gewijd. Hij behaalde daarna doctoraten in de theologie en het canoniek recht en trad in 1946 in dienst van het Staatssecretariaat van de Heilige Stoel. In 1964 benoemde de zalige paus Paulus VI hem tot titulair aartsbisschop van Malliana en tot apostolisch nuntius in El Salvador en Guatemala. Hij ontving zijn bisschopswijding uit handen van kardinaal-staatssecretaris Amleto Giovanni Cicognani. Aartsbisschop Torpigliani woonde de laatste zitting van het Tweede Vaticaans Concilie bij. In 1968 werd hij overgeplaatst naar Congo-Kinshasa. In 1973 werd hij nuntius in de Filipijnen, waar hij tot zijn emeritaat in 1990 zou blijven.
Op de Filipijnen stond Torpigliani bekend als een zeer conservatieve vertegenwoordiger van het Vaticaan en als een intimus van dictator Ferdinand Marcos en diens vrouw. Op de Filipijnen wordt hij evenwel ook herinnerd als een prelaat die regelmatig de armste gebieden bezocht en vriendschappen sloot met families in de sloppenwijken van de hoofdstad.